# Ana Álvarez
Ana Teresa Álvarez Páez, nota solo come Ana Álvarez (Jerez de la Frontera, 19 novembre 1969), è un'attrice spagnola.

## Filmografia parziale

### Cinema
- Jarrapellejos, regia di Antonio Giménez Rico (1988)
- Soldadito español, regia di Antonio Giménez Rico (1988)
- El tesoro, regia di Antonio Mercero (1990)
- Aquí huele a muerto... (¡pues yo no he sido!), regia di Álvaro Sáenz de Heredia (1990)
- Solo o en compañía de otros, regia di Santiago San Miguel (1991)
- Don Giovanni negli inferni (Don Juan en los infiernos), regia di Gonzalo Suárez (1991)
- La madre morta (La madre muerta), regia di Juanma Bajo Ulloa (1993)
- I peggiori anni della nostra vita (Los peores años de nuestra vida), regia di Emilio Martínez Lázaro (1994)
- El rey del río, regia di Manuel Gutiérrez Aragón (1995)
- Cha-cha-chá, regia di Antonio del Real (1998)
- Mátame mucho, regia di José Ángel Bohollo (1998)
- Un dulce olor a muerte, regia di Gabriel Retes (1999)
- Cuba, regia di Pedro Carvajal (2002)
- GAL, regia di Miguel Courtois (2006)
- Suspicious Minds, regia di C. Martín Ferrera (2010)

### Televisione
- Le verità nascoste (La verdad) - serie TV (2018-in corso)